# Конкуренция (екология)
Конкуренцията е взаимоотношение между два организма (или популации) от един или различни видове, които се стремят към един и същ ресурс на околната среда. По този начин те влияят отрицателно върху развитието и съществуването си.